# Bolton on Swale
Bolton on Swale is een civil parish in het bestuurlijke gebied Richmondshire, in het Engelse graafschap North Yorkshire met 364 inwoners.